# 벤즈도르프
벤즈도르프(네덜란드어: Benzdorp)는 수리남의 도시이다.